# Karl Gottfried Hagen
Karl Gottfried Hagen (Königsberg, 24 dicembre 1749 – Königsberg, 2 marzo 1829) è stato un chimico tedesco.

## Biografia
Fondò il primo laboratorio chimico tedesco presso l'Università di Königsberg, stabilendo così la disciplina scientifica della chimica farmaceutica in Germania. Lavorò come professore nel campo della fisica, chimica e mineralogia.
Ebbe due figlie Johanna, che sposò l'astronomo Friedrich Bessel, e Louise che sposò il fisico Franz Ernst Neumann.

## Opere
- Lehrbuch der Apothekerkunst . Hartung, Königsberg; Leipzig 2nd ed. 1781 Digital edition / Dritte, rechtmäßige und verbesserte Ausgabe 1786 Digital edition / 1788 Digital edition /Vol.1 6th ed. 1806 Digital edition / Vol.1&2 7th ed. 1808 Digital edition / Vol.2 1821 Digital edition by the University and State Library Düsseldorf
- Grundriß der Experimentalpharmacie zum Gebrauch bey dem Vortrage derselben . Hartung, Königsberg / Leipzig 1790 Digital edition by the University and State Library Düsseldorf